# Les Alluets-le-Roi
Les Alluets-le-Roi ist eine französische Gemeinde mit 1.332 Einwohnern (Stand: 1. Januar 2022) im Département Yvelines in der Region Île-de-France. Sie gehört zum Arrondissement Saint-Germain-en-Laye und zum Kanton Verneuil-sur-Seine (bis 2015: Poissy-Sud).

## Geographie
Les Alluets-le-Roi liegt etwa 40 Kilometer westnordwestlich von Paris. Umgeben wird Les Alluets-le-Roi von den Nachbargemeinden Ecquevilly im Norden, Morainvilliers im Nordosten, Orgeval im Osten, Crespières im Süden, Herbeville im Westen und Südwesten sowie Bazemont im Westen und Nordwesten.

## Bevölkerungsentwicklung
| 1962 | 1968 | 1975 | 1982 | 1990 | 1999 | 2006 | 2012 |
| ---- | ---- | ---- | ---- | ---- | ---- | ---- | ---- |
| 393  | 483  | 632  | 826  | 1062 | 1270 | 1209 | 1218 |

## Sehenswürdigkeiten

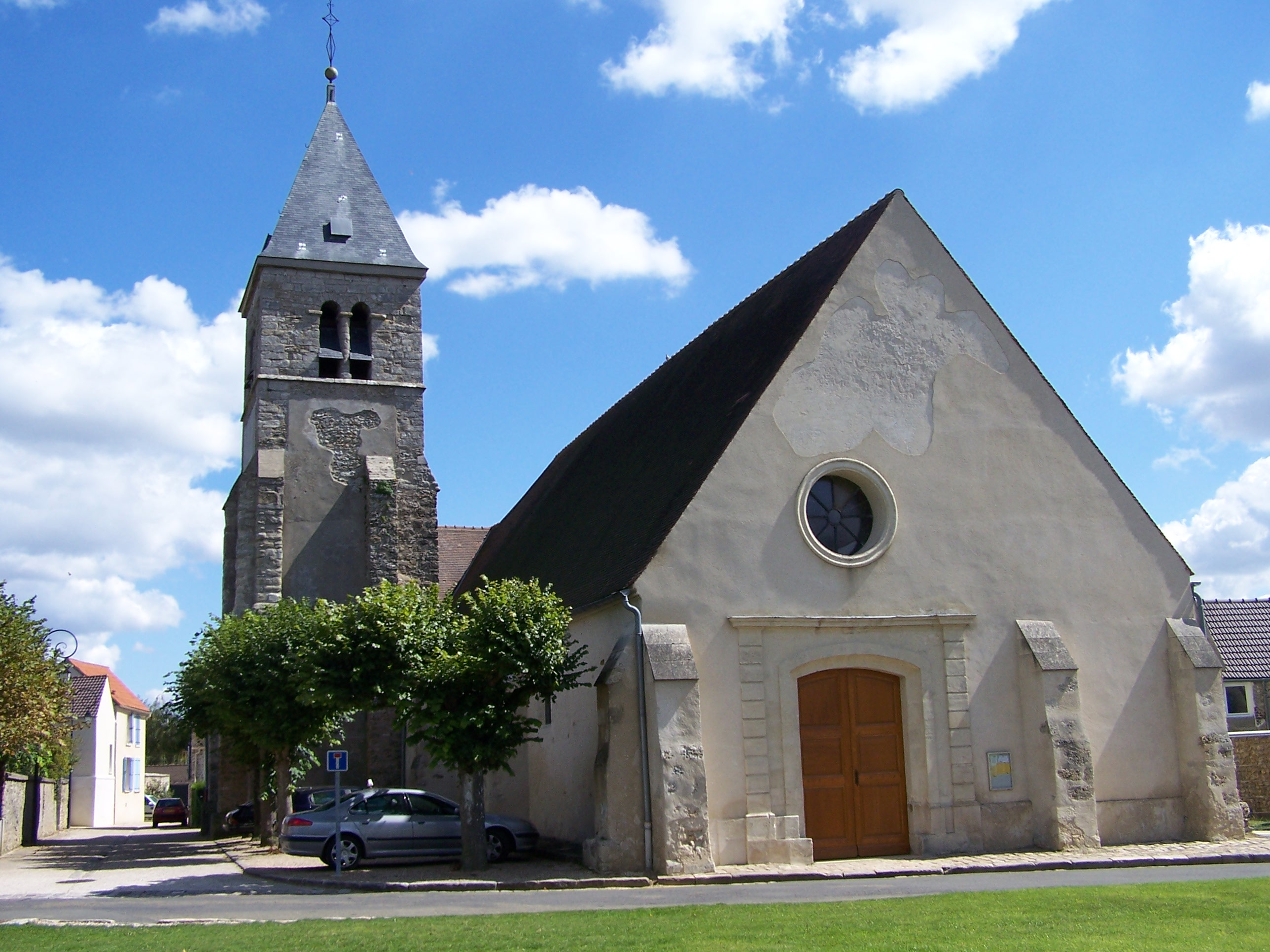
Kirche Saint-Nicolas

- Kirche Saint-Nicolas aus dem 12. Jahrhundert
- Zahlreiche alte Bauernhöfe
- Wasser- und Windmühlen